# Phytomyptera verna
Phytomyptera verna là một loài ruồi trong họ Tachinidae.